# 2014 SR349
2014 SR349 est un objet transneptunien détaché, dont l'orbite pourrait être expliquée par la présence d'une planète hypothétique et encore inconnue.

## Caractéristiques
2014 SR349 mesure environ 193 kilomètres de diamètre.